# Planalto Mongol
O planalto Mongol é uma parte do mais vasto planalto Centro-Asiático, com área de cerca de 2 600 000 km2. Está dividido entre a Mongólia a norte e a Mongólia Interior (uma região autónoma da República Popular da China) a sul. No planalto situam-se o deserto de Gobi e muitas regiões de estepe seca. As altitudes oscilam entre os 900 e os 1500 m.
É delimitado pelas Grandes Montanhas Hinggan no leste, as Montanhas Yin ao sul, as Montanhas Altai a oeste e os montes Saian e Khentii ao norte. O planalto inclui o Deserto de Gobi , bem como regiões de estepes secas. Tem uma elevação de aproximadamente 1.000 a 1.500 metros (3.300 a 4.900 pés), com o ponto mais baixo em Hulunbuir e o ponto mais alto no Altai.
Politicamente, o planalto abrange toda a Mongólia, juntamente com partes da China e da Rússia . A Mongólia Interior e partes da bacia Dzungarian em Xinjiang abrangem a porção chinesa do planalto. Na Rússia, o planalto forma Transbaikal , parte da Buriácia , e o sul do Oblast de Irkutsk . O Planalto Mongol compreende a maior parte da área conhecida como o coração da Mongólia.